# First Love (CLC)
First Love è l'EP di debutto del gruppo femminile sudcoreano CLC. Pubblicato il 19 marzo 2015, ha come singolo estratto "Pepe".

## Tracce
1. "Cafe Mocha Please" (카페모카 주세요) – 3:25 (testo: Jung Il-hoon – musica: Seo Jae-woo, Ferdy)
2. "Pepe" – 3:17 (testo: Long Candy – musica: Duble Sidekick, Yanggang)
3. "Sharala" (샤랄라) – 3:21 (testo: ZigZag Note, MAFLY, 노는어린니 – musica: ZigZag Note, MAFLY, 노는어린니)
4. "First Love" (첫사랑) – 3:41 (Jo Seong-ho, Ferdy)
5. "Open The Window" (창문을 열고) – 3:34 (testo: Seo Jaewoo, Seo Yongbae, Jung Il-hoon – musica: Seo Jaewoo, Seo Yongbae)

## Classifiche
| Classifica (2015) | Posizione massima |
| ----------------- | ----------------- |
| Corea del Sud     | 9                 |